# Hidroavión Fabre
El Hidroavión Fabre es el nombre utilizado para un hidroavión experimental originalmente sin nombre diseñado por Henri Fabre. El avión es notable por ser el primero en despegar del agua con su propia fuerza.

## Desarrollo

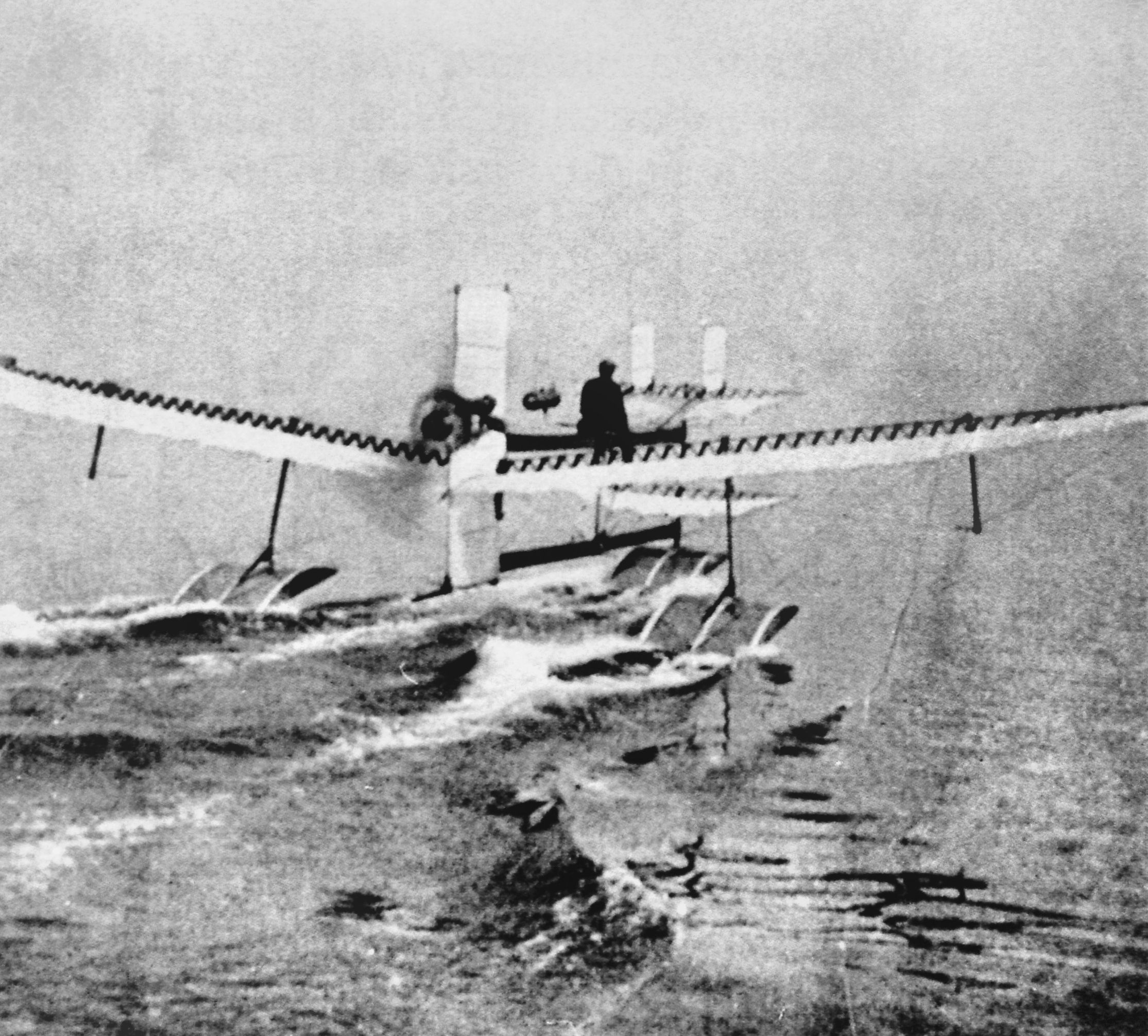
Henri Fabre a los mandos de su hidroavión. Tres flotadores, conectados a la aeronave por finos puntales, siguen la estela blanca en el agua

Fue desarrollado durante un período de cuatro años por Fabre, asistido por un antiguo mecánico del capitán Ferdinand Ferber, llamado Marius Burdin, y Léon Sebille, un arquitecto naval de Marsella. En un principio, Fabre no dio nombre a su máquina, que en los informes contemporáneos se denominaba aéroplane marin, pero posteriormente pasó a denominarse en el uso común del inglés por el término francés para el tipo de embarcación.
La aeronave era un monoplano de  configuración canard cuya estructura hacía uso extensivo de un diseño de viga patentado por Fabre. Se trataba de una  viga de celosía Warren con todos los miembros con una sección aerodinámica. Dos de estas vigas, una sobre la otra y conectadas por tres puntales sustanciales, formaban el fuselaje del avión. El ala, que tenía un pronunciado  diedro y cuyo borde de ataque estaba formado por una viga Fabre expuesta que estaba montada debajo de la parte trasera de la viga superior, y un motor rotativo Gnome Omega que impulsaba una hélice de empuje de dos palas. Chauvière estaba montado detrás de ella. Un refuerzo adicional para las alas fue proporcionado por los puntales de apoyo verticales que se extendían hacia abajo desde el borde de ataque en la mitad de la envergadura. Había dos pequeños aeroplanos que, como el ala, tenían vigas de Fabre expuestas que formaban sus bordes de ataque, una montada sobre la viga superior y la segunda sobre el puntal que conectaba las dos vigas. Un timón rectangular montado en la parte trasera estaba situado por encima del ala: debajo del ala había una superficie fija rectangular similar que se extendía hasta la viga inferior del fuselaje. El piloto se sentaba a horcajadas en el haz superior del fuselaje. El avión estaba equipado con tres amplios flotadores: uno en la parte delantera del avión, los otros dos montados en puntales que se extendían hacia abajo desde el ala.
Despegó con éxito y voló por una distancia de unos 500 metros el 28 de marzo de 1910 en Étang de Berre, Martigues, Bouches-du-Rhône, Francia, siendo el primer hidroavión de la historia. Fabre no tenía experiencia previa de vuelo. Voló el hidroavión con éxito tres veces más ese día y en una semana había volado una distancia de 5,6 km. El avión quedó entonces muy dañado en un accidente.[cita requerida]
Estos experimentos fueron seguidos de cerca por los pioneros de la aviación Gabriel y Charles Voisin. Ansioso por construir un hidroavión, Voisin compró varias de las carrozas Fabre y las instaló en su Voisin Canard.
El hidroavión fue pilotado por Jean Bécue en el Concours de Canots Automobiles de Monaco, y se estrelló allí el 12 de abril de 1911, siendo dañado sin posibilidad de reparación. No se construyeron más Hidroaviones.
Después de esta experiencia, Henri Fabre construyó flotadores para otros pioneros de la aviación, incluyendo (así como Voisin) a Caudron, que construyó el hidroavión Caudron-Fabre.[cita requerida]

## Ejemplos sobrevivientes
Se conservan dos ejemplos restaurados de la aeronave - el Hydravion estrellado que fue recogido y posteriormente restaurado y expuesto por el Museo del Aire y del Espacio en Le Bourget (Seine-Saint-Denis), y otro, cerca del lugar del vuelo inicial, en el aeropuerto de Marsella Provenza en Marignane (Bouches-du-Rhône)

## Especificaciones (octubre 1910)
Referencia datos: 

### Características generales
- Tripulación: Uno
- Longitud: 8,5 m (27 pies 10 pulgadas)
- Envergadura: 14 m (45 pies 11 pulgadas)
- Altura: 3.70 (aprox.) M (12 pies 2 pulgadas)
- Peso vacío: 380 kg (838 lb)
- Peso cargado: 475 kg (1047 lb)

### Rendimiento
- Velocidad nunca excedida (Vne): 89 km / h (55 mph)